# La Chat
La Chat, de son vrai nom Chastity Daniels, est une rappeuse américaine, née à Memphis (Tennessee) le 21 mars 1978.

## Biographie
Chastity Daniels naît le 21 mars 1978 à Memphis (Tennessee),. Durant sa jeunesse, elle est influencée par la rappeuse MC Lyte. Lors de son année de seventh grade, elle écrit son premier rap, qu'elle intitule Peace in the Middle East. Le texte impressionne le directeur de son établissement, qui décide de le réciter à travers le haut-parleur de l'école. Elle décide de devenir rappeuse à ce moment-là.
Elle est découverte par Juicy J et signe sur le label Hypnotize Minds. En 1995, elle fait une de ses premières apparitions discographiques sur l'album Mystic Stylez de Three 6 Mafia. Elle fait partie du groupe Ten Wanted Men, dirigé par Tommy Wright III.
En 2001, elle fait une percée dans le monde du rap grâce à son apparition sur le morceau Chickenhead de Project Pat. La même année, elle sort son premier album, Murder She Spoke. L'album se vend à 250 000 exemplaires. Plus tard, elle accuse son label de ne pas l'avoir payée pour cet album.
En 2005, elle gagne le prix de la meilleure artiste féminine de mixtapes aux Southern Entertainment Awards,.
En 2008, elle sort son quatrième album, Da Hood Home Girl. L'album est produit par Lil Lody et K-Dubb et accueille Gangsta Boo et T.I. comme invités. RapReviews qualifie l'album de « médiocre » et lui attribue une note de 4,5/10.
En 2014, elle sort un EP collaboratif avec Gangsta Boo, Witch. Il prend aux deux rappeuses 6 ans pour le sortir. L'EP est produit par des noms tels que DJ Paul et Drumma Boy ; et reçoit comme invités Fefe Dobson, Lil Wyte et Mia X.

## Style
D'après AllMusic, elle se démarque de la plupart des rappeuses en incarnant un rôle de « voyoute », à l'instar d'autres rappeuses du sud des États-Unis comme Gangsta Boo et Mia X.